# Bactridium fryi
Bactridium fryi is een keversoort uit de familie kerkhofkevers (Monotomidae). De wetenschappelijke naam van de soort werd in 1879 gepubliceerd door George Henry Horn.